# Запорізьке (Старобільський район)
Запорі́зьке —  село в Україні, у Чмирівській сільській громаді Старобільського району Луганської області. Населення становить 386 осіб.